# Yoshinobu Oyakawa
Yoshinobu Oyakawa  (Kona, 9 de agosto de 1933) é um ex-nadador dos Estados Unidos. Ganhador de uma medalha de ouro nos Jogos Olímpicos de Helsinque em 1952.
Foi recordista mundial dos 100 metros costas entre 1954 e 1955.
Entrou no International Swimming Hall of Fame em 1973.